# ذاکر السبوعی
ذاکر السبوعی (انگلیسی: Dhaker Seboui؛ زادهٔ ۱۱ آوریل ۱۹۷۵) بازیکن هندبال اهل تونس بود.